# Juncus anthelatus
Juncus anthelatus là một loài thực vật có hoa trong họ Juncaceae. Loài này được (Wiegand) R.E.Brooks & Whittem. mô tả khoa học đầu tiên năm 1999.